# پسکیرا دل جاردا
پسکیرا دل جاردا (به ایتالیایی: Peschiera del Garda) یک کومونه در ایتالیا است که در استان ورونا واقع شده‌است. پسکیرا دل جاردا ۱۷٫۶۳ کیلومتر مربع مساحت و ۹٬۹۹۵ نفر جمعیت دارد و ۶۸ متر بالاتر از سطح دریا واقع شده‌است.

## خواهرخوانده
شهرهای Ula Tirso، وییا کارلوس پاس و کاپوترا خواهرخوانده‌های پسکیرا دل جاردا هستند.